# 1904 год в театре
1904 год в театре

## Яркие постановки
- 28 мая — После катастрофического провала в Париже Джакомо Пуччини впервые представил в Брешии кардинально переработанную оперу «Мадам Баттерфляй», которая имела на этот раз потрясающий успех.

## Знаменательные события
- Сергей Антимонов поставил свою первую пьесу «Белое, серое, чёрное».
- 17 января — в Московском художественном театре состоялась премьера пьесы «Вишнёвый сад».
- 15 сентября — показом спектакля «Уриэль Акоста» открылся Драматический театр (дирекция В.Ф. Комиссаржевской) в Санкт-Петербурге.
- Создан Театр Тампере.

## Персоналии

### Родились
- 10 [23] января 1904 — Георгий Мелитонович Баланчива́дзе, более известный как Джордж Баланчи́н, выдающийся хореограф, положивший начало американскому балету и современному неоклассическому балетному искусству в целом.
- 18 января — Борис Бабочкин, советский актёр театра и кино, режиссёр, народный артист СССР.
- 15 февраля — Лариса Помпеевна Александровская, оперная певица, режиссёр, народная артистка СССР
- 6 апреля — Василий Васильевич Меркурьев, советский актёр и педагог, народный артист СССР (1960).
- 2 апреля — Серж Лифарь, балетный танцовщик, хореограф и балетмейстер.
- 6 апреля –  Йиржи Фрейка, чехословацкий театральный деятель.
- 8 апреля — Джон Антилл, австралийский композитор и дирижёр.
- 12 апреля — Владимир Иванович Честноков, советский актёр театра и кино, театральный педагог, народный артист СССР (1960).
- 14 апреля — Джон Гилгуд, английский актёр, театральный режиссёр.
- 21 апреля — Антонина Павловна Богданова, советская актриса театра и кино.
- 12 мая — Александр Александрович Ханов, актёр театра и кино, народный артист СССР (1973).
- 4 июня — Александр Давидович Бениаминов, замечательный комик, работавший в ленинградских театрах Сатиры, Комедии и мюзик-холле.
- 11 июня — Эмиль Франтишек Буриан, чешский композитор, драматург и режиссёр и актёр.
- 6 июля — Татьяна Пельтцер, советская актриса, театра и кино, народная артистка СССР, лауреат Сталинской премии 1951 года.
- 14 июля — Исаак Башевис-Зингер, писатель и драматург.
- 27 июля — Антон Долин, при рождении Сидни Фрэнсис Патрик Чиппендалл Хили-Кэй, английский артист балета и хореограф.
- 4 сентября — Павел Массальский, советский актёр театра и кино, народный артист СССР.
- 23 октября — Герцель Давыдович Баазов, грузинский советский писатель и драматург.
- 20 ноября — Александра Дионисиевна Данилова, русская балерина, балетный педагог.
- 20 декабря — Людмила Алексеевна Волынская, советская актриса театра и кино.
- 20 декабря — Михаил Клавдиевич Екатерининский, советский актёр театра и кино.

### Скончались
- 7 июня — Моррис Финкель, американский еврейский театральный режиссёр и антрепренёр.
- 15 июля — Антон Павлович Чехов, русский писатель, один из самых выдающихся русских прозаиков и драматургов.
- Ядамсурэн Мордэндэвийн, монгольский писатель, поэт, драматург (род. в 1904).